# Misje dyplomatyczne Białorusi

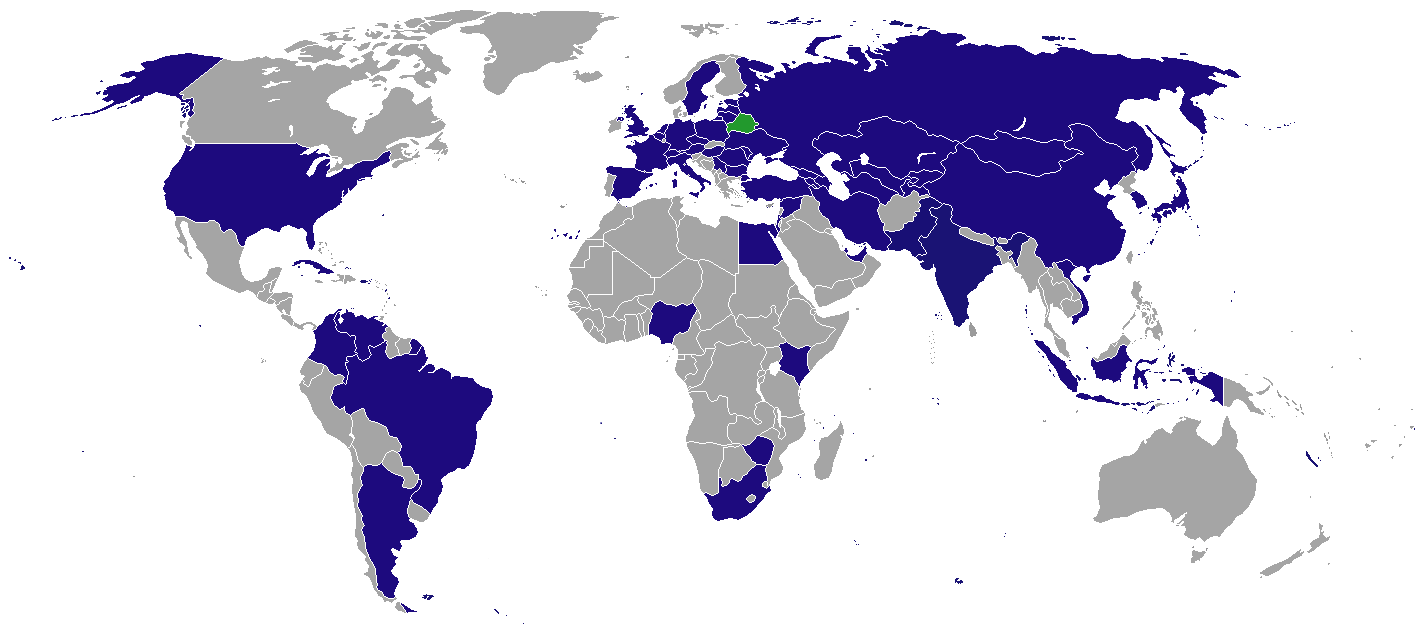
Kraje, w których Republika Białorusi ma swoje przedstawicielstwa dyplomatyczne

Misje dyplomatyczne Białorusi – przedstawicielstwa dyplomatyczne Republiki Białorusi przy innych państwach i organizacjach międzynarodowych. Poniższa lista zawiera wykaz obecnych ambasad i konsulatów zawodowych. Nie uwzględniono konsulatów honorowych.

## Europa

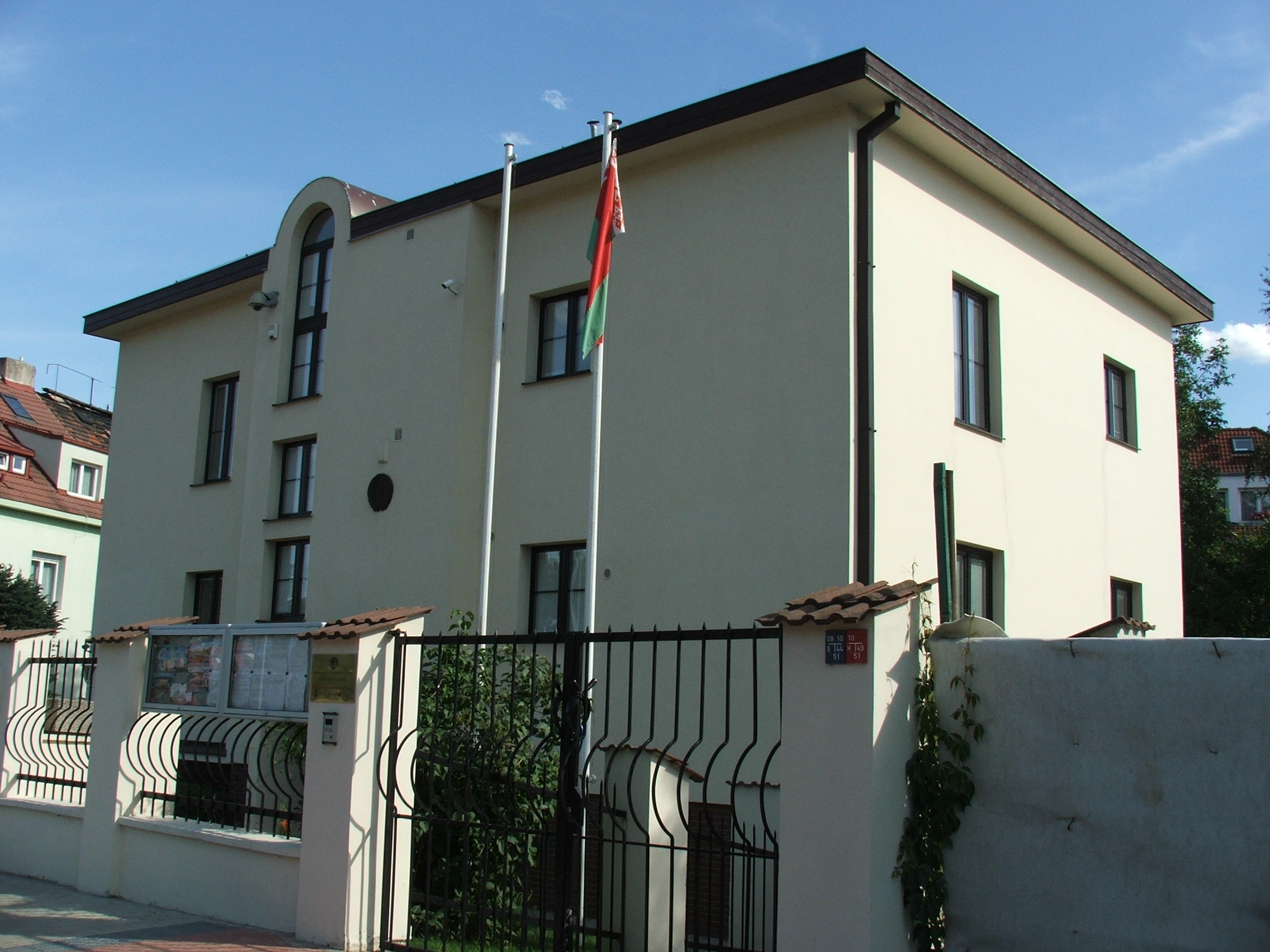
Ambasada Białorusi w Pradzie

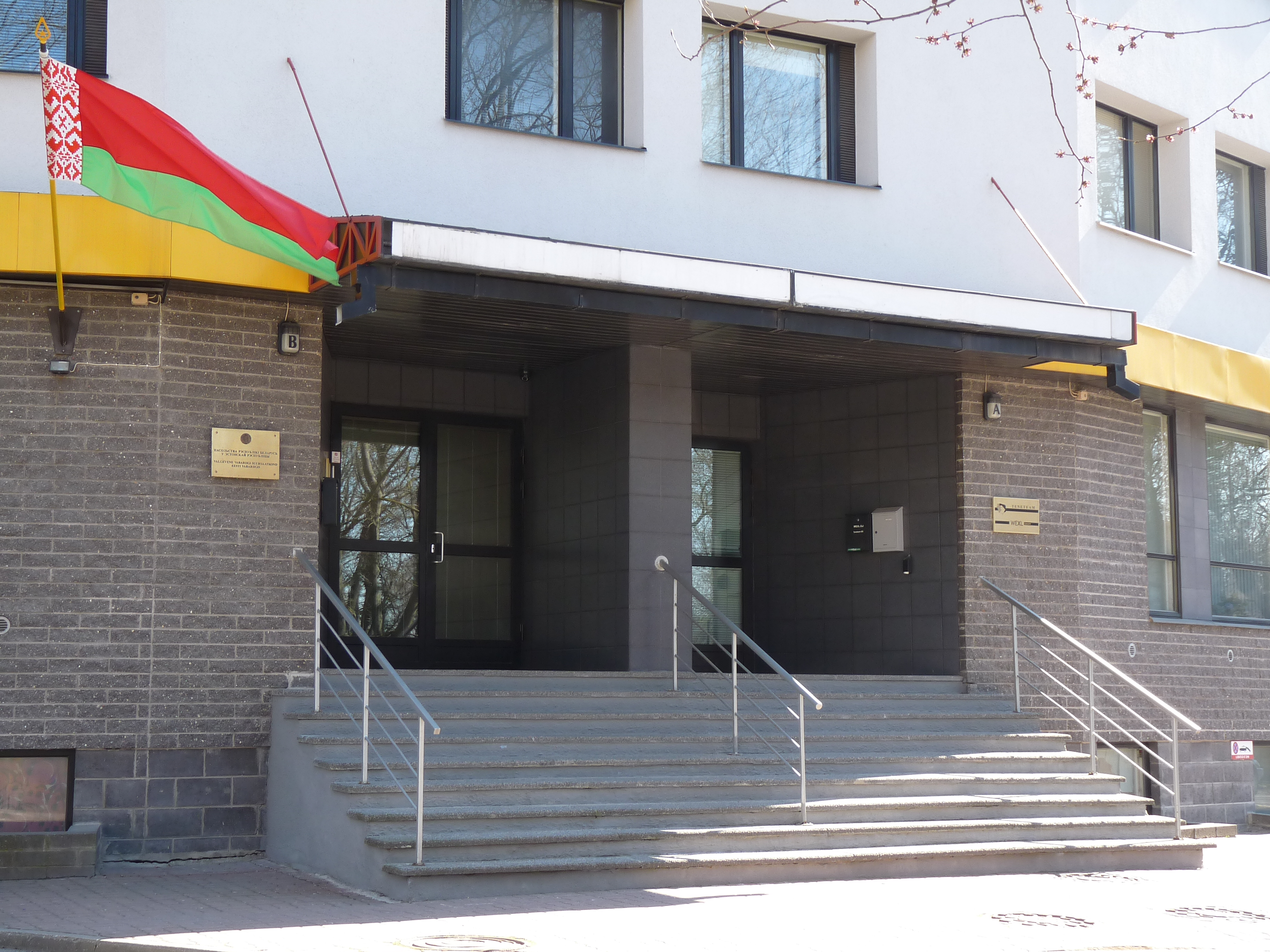
Ambasada Białorusi w Tallinnie

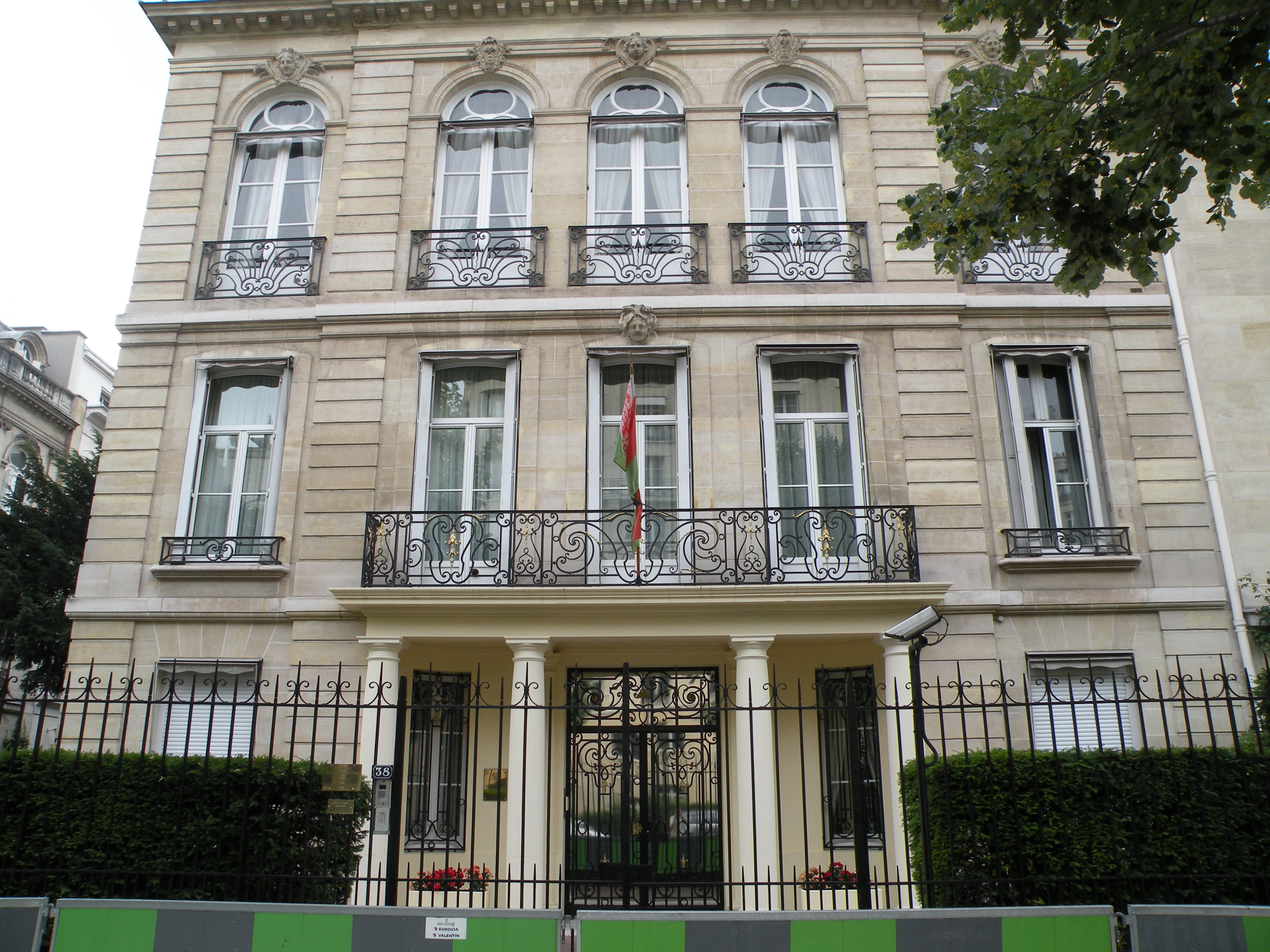
Ambasada Białorusi w Paryżu

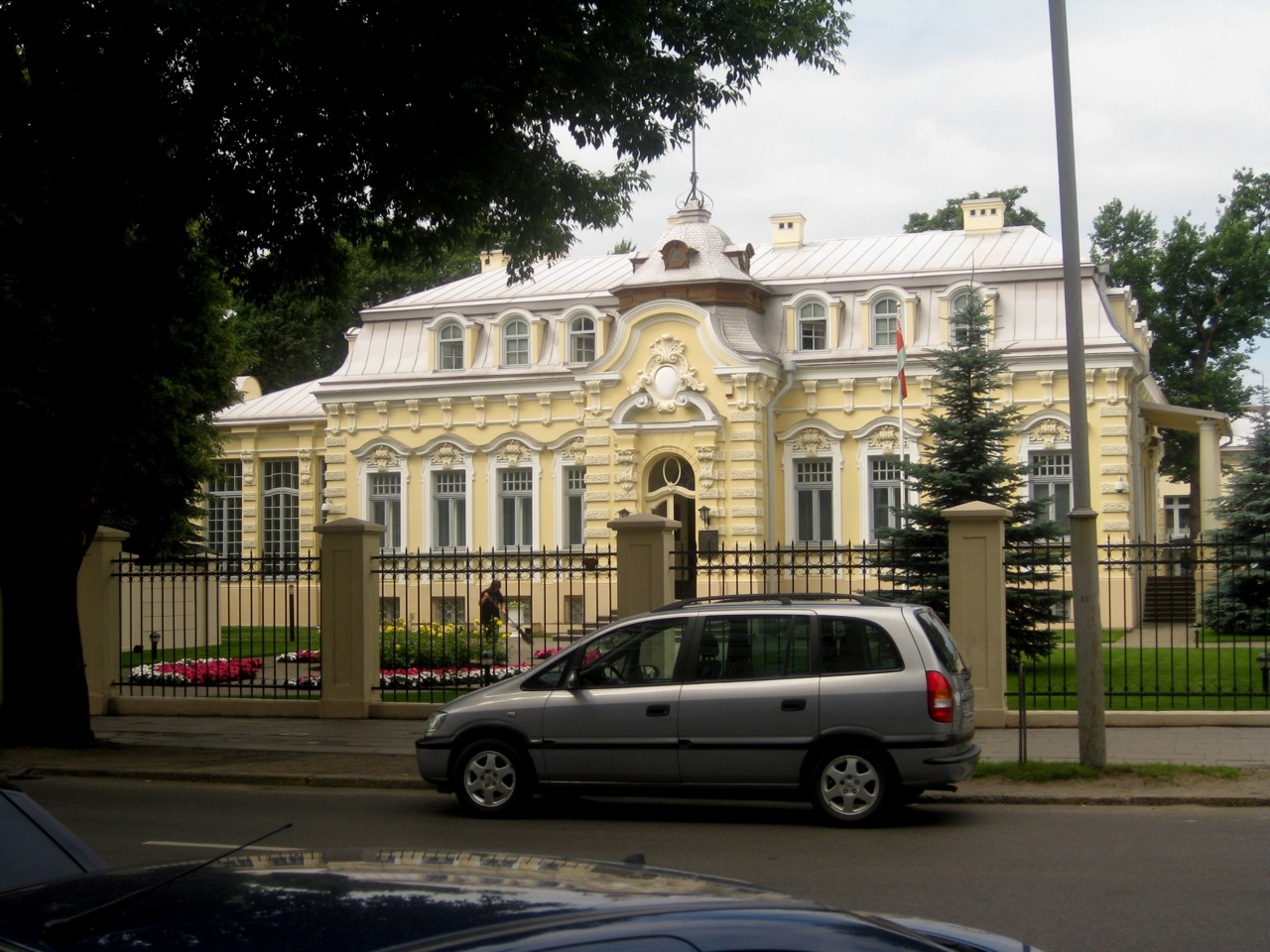
Ambasada Białorusi w Wilnie

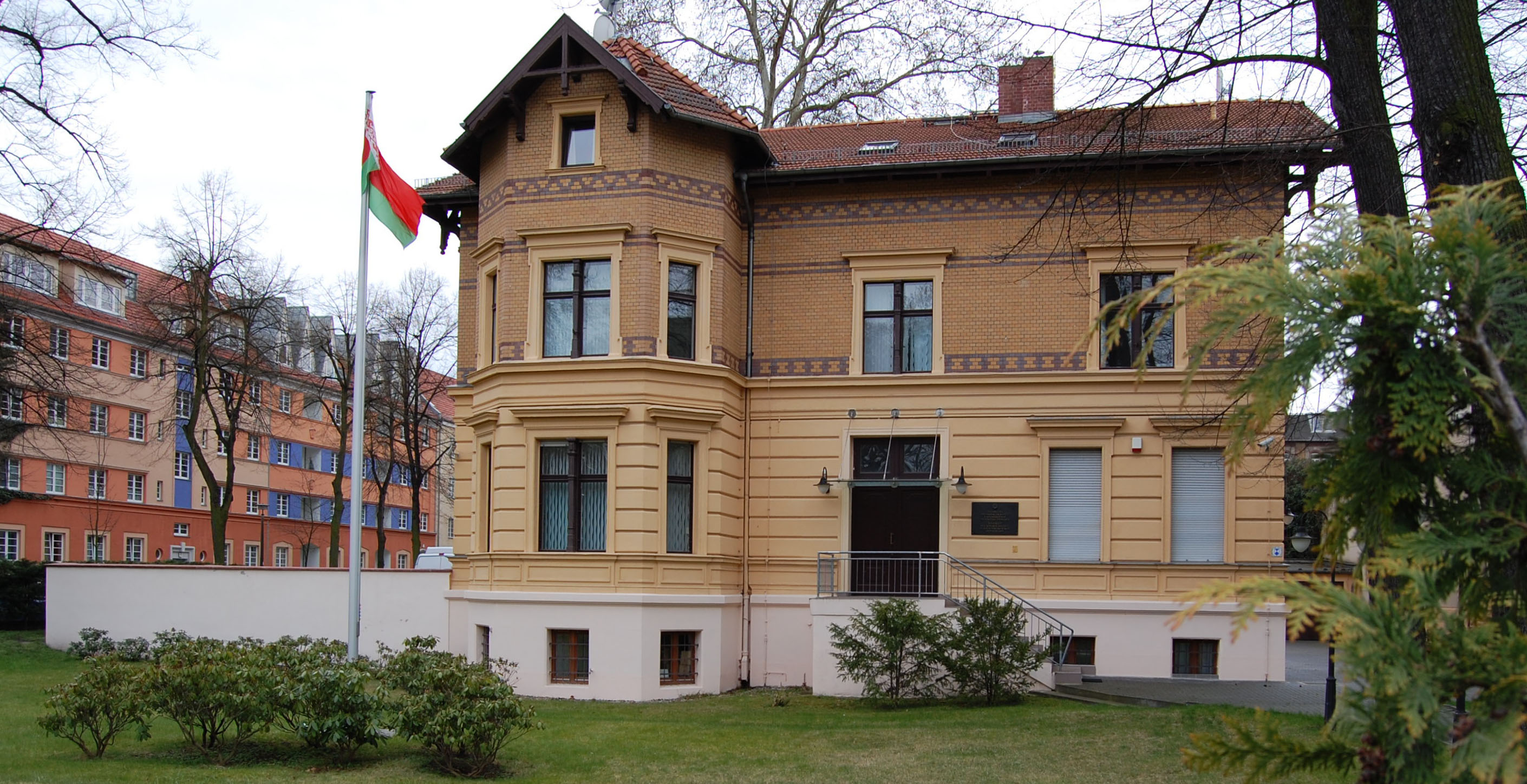
Ambasada Białorusi w Berlinie

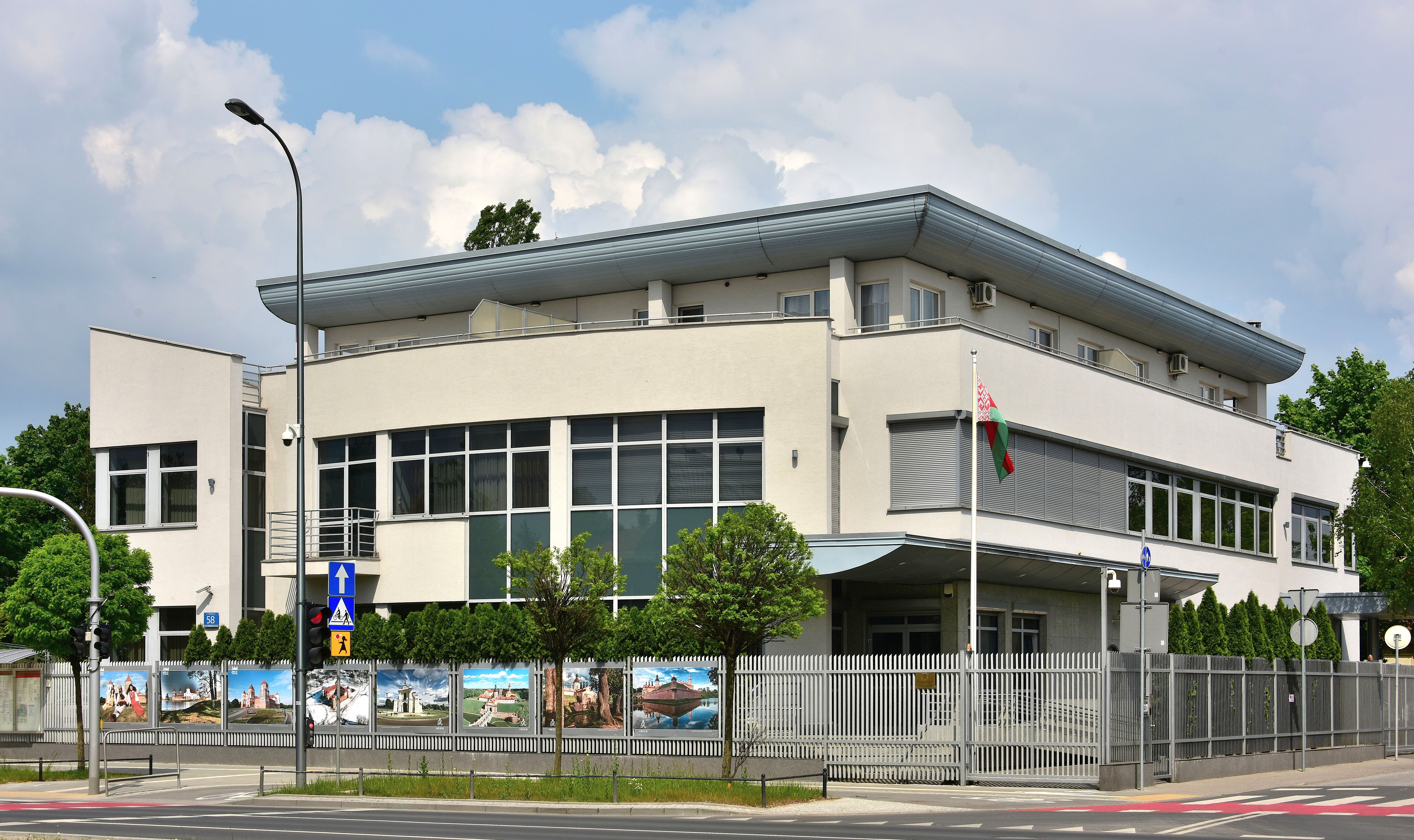
Ambasada Białorusi w Warszawie

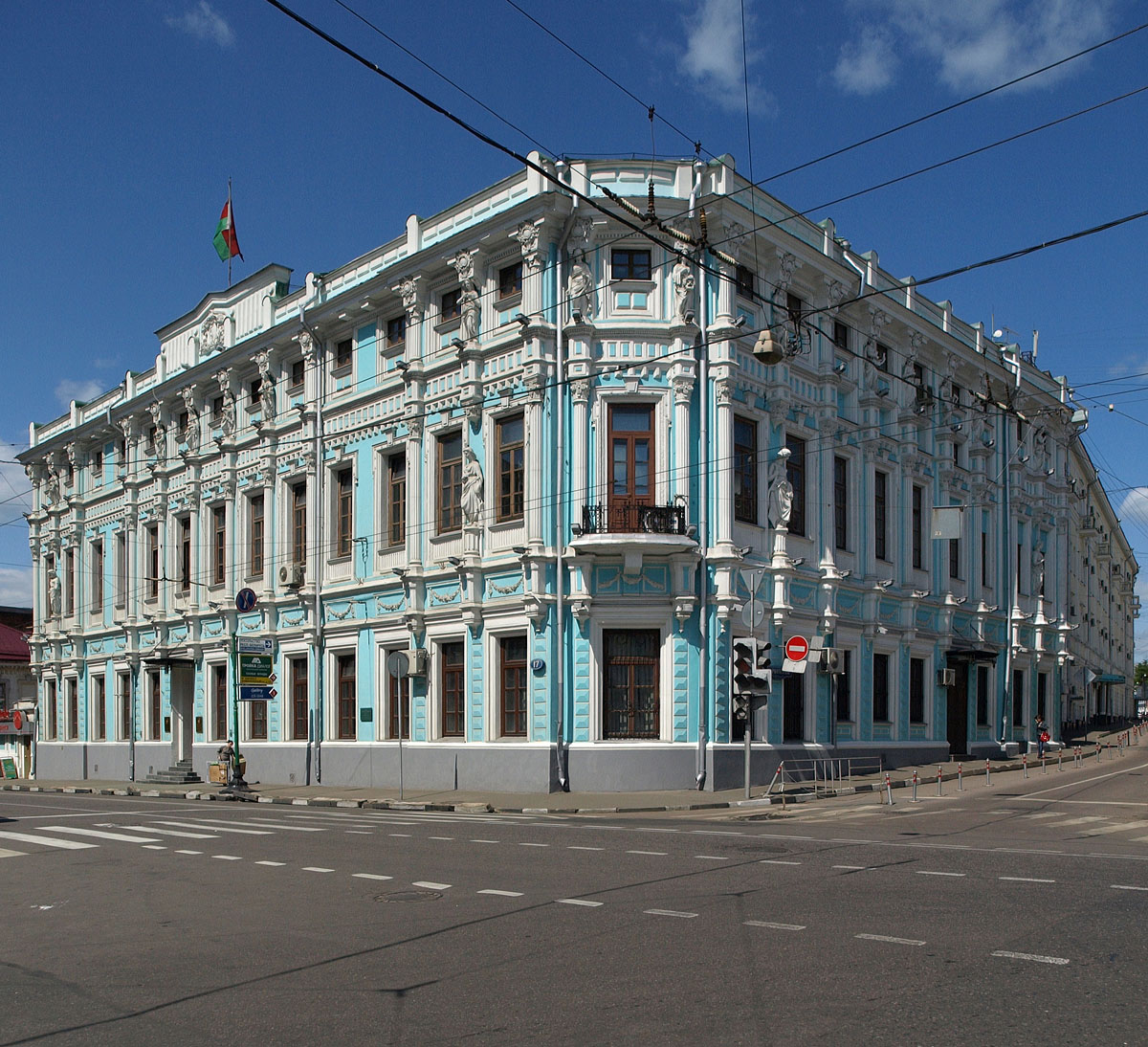
Ambasada Białorusi w Moskwie

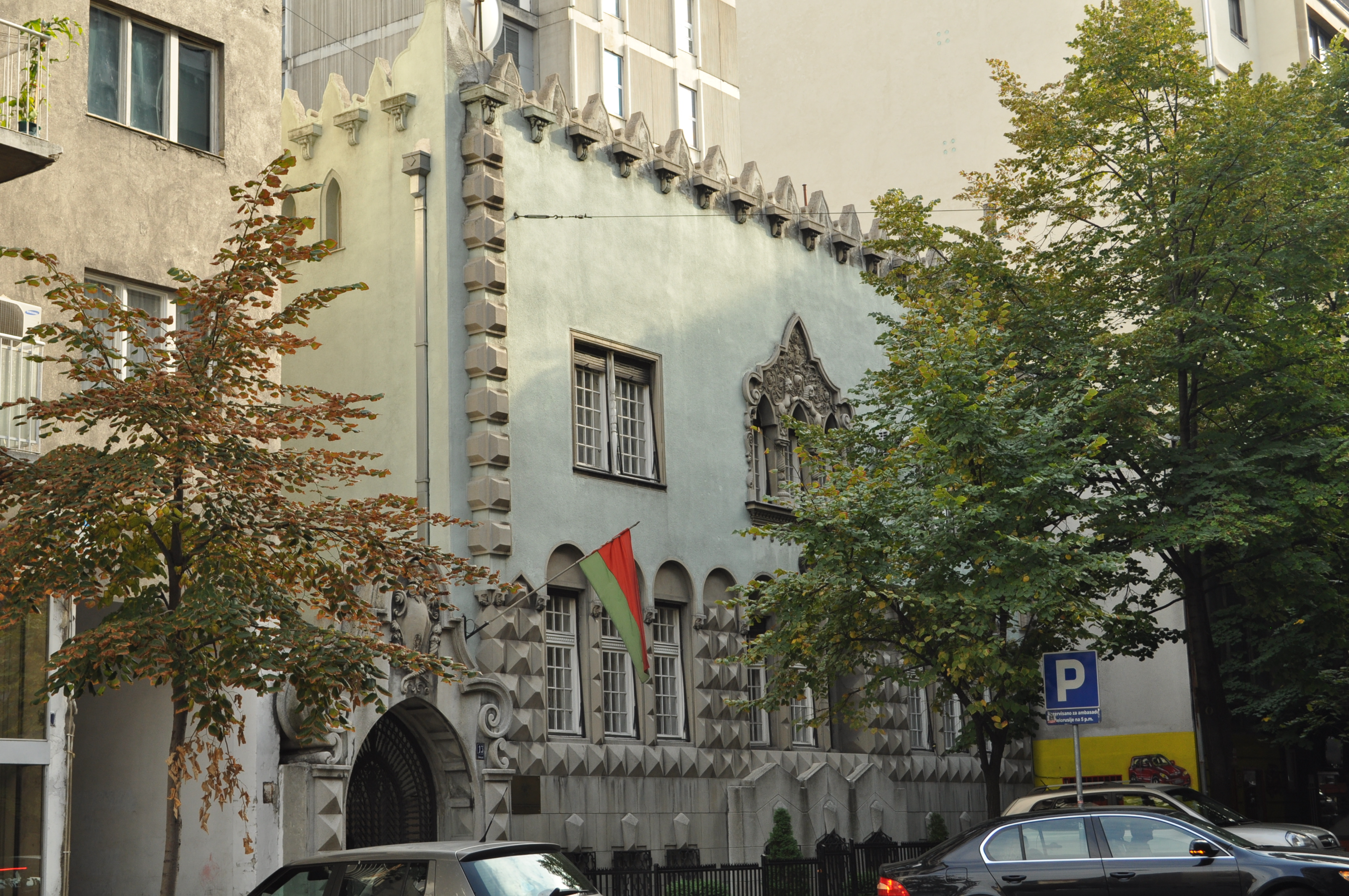
Ambasada Białorusi w Belgradzie

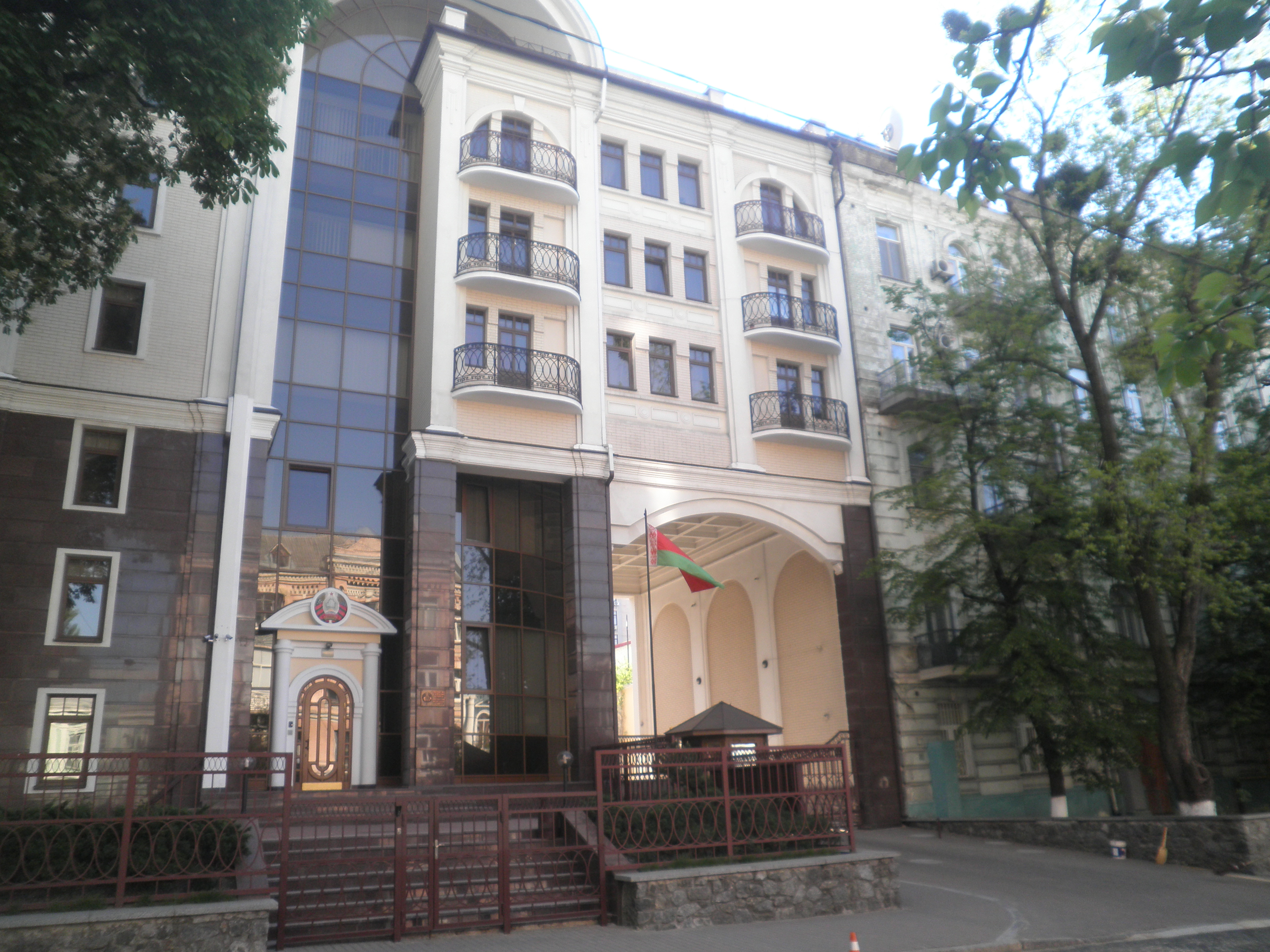
Ambasada Białorusi w Kijowie

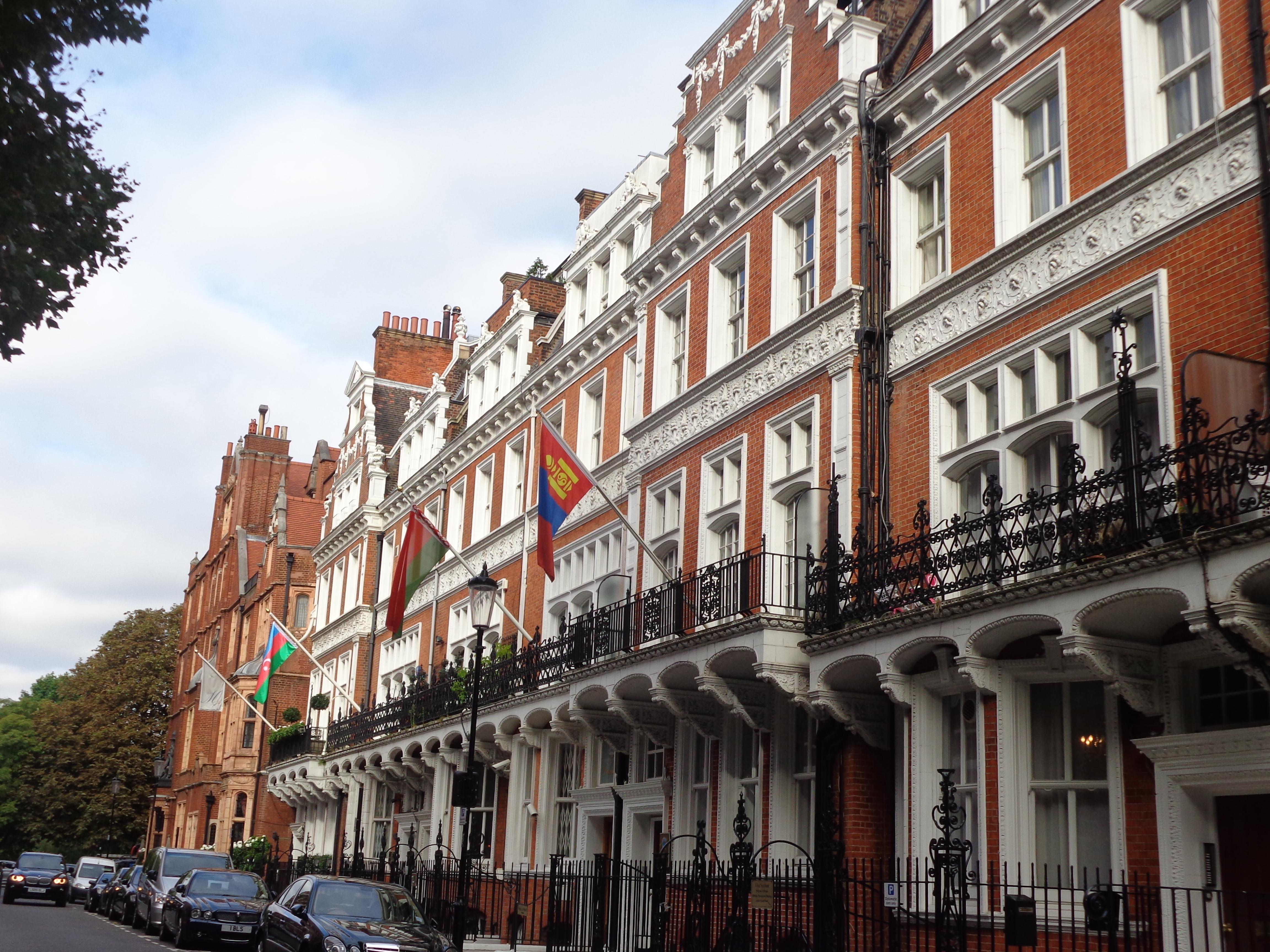
Ambasada Białorusi w Londynie

- Austria
  - Wiedeń (ambasada)
- Belgia
  - Bruksela (ambasada)
- Bułgaria
  - Sofia (ambasada)
- Czechy
  - Praga (ambasada)
- Estonia
  - Tallinn (ambasada)
- Finlandia
  - Helsinki (ambasada)
- Francja
  - Paryż (ambasada)
- Hiszpania
  - Madryt (ambasada)
- Holandia
  - Haga (ambasada)
- Litwa
  - Wilno (ambasada)
- Łotwa
  - Ryga (ambasada)
  - Dyneburg (konsulat generalny)
- Mołdawia
  - Kiszyniów (ambasada)
- Niemcy
  - Berlin (ambasada)
  - Monachium (konsulat generalny)
- Polska
  - Warszawa (ambasada)
  - Białystok (konsulat generalny)
  - Biała Podlaska (konsulat)
- Rosja
  - Moskwa (ambasada)
  - Chabarowsk (oddział)
  - Jekaterynburg (oddział)
  - Królewiec (oddział)
  - Kazań (oddział)
  - Krasnojarsk (oddział)
  - Niżny Nowogród (oddział)
  - Nowosybirsk (oddział)
  - Rostów nad Donem (oddział)
  - Petersburg (oddział)
  - Smoleńsk (oddział)
  - Ufa (oddział)
- Rumunia
  - Bukareszt (ambasada)
- Serbia
  - Belgrad (ambasada)
- Słowacja
  - Bratysława (ambasada)
- Szwajcaria
  - Berno (ambasada)
- Szwecja
  - Sztokholm (ambasada)
- Turcja
  - Ankara (ambasada)
  - Stambuł (konsulat generalny)
- Ukraina
  - Kijów (ambasada)
  - Odessa (konsulat generalny)
- Węgry
  - Budapeszt (ambasada)
- Wielka Brytania
  - Londyn (ambasada)
- Włochy
  - Rzym (ambasada)

## Ameryka Północna, Środkowa i Karaiby

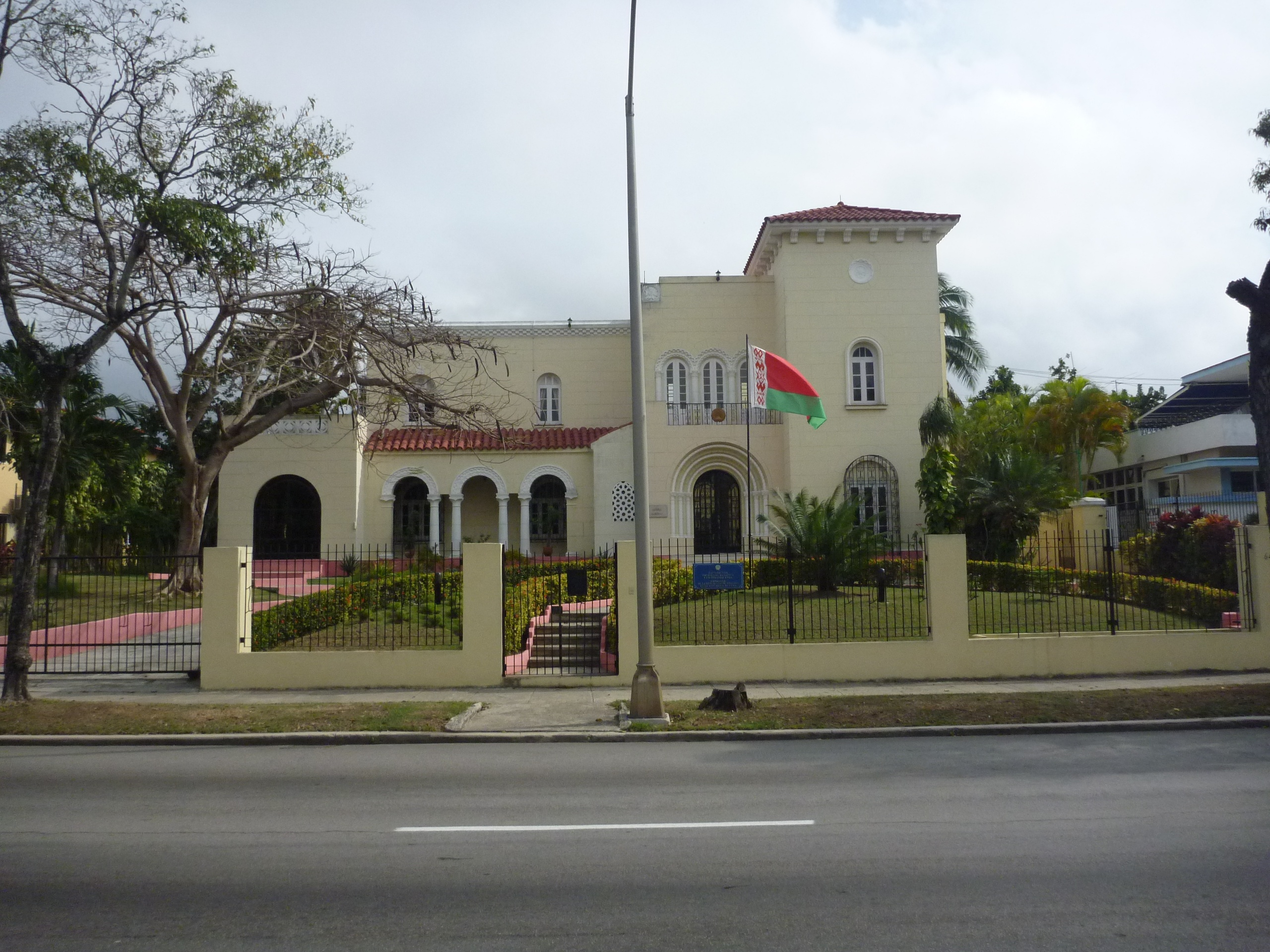
Ambasada Białorusi w Hawanie

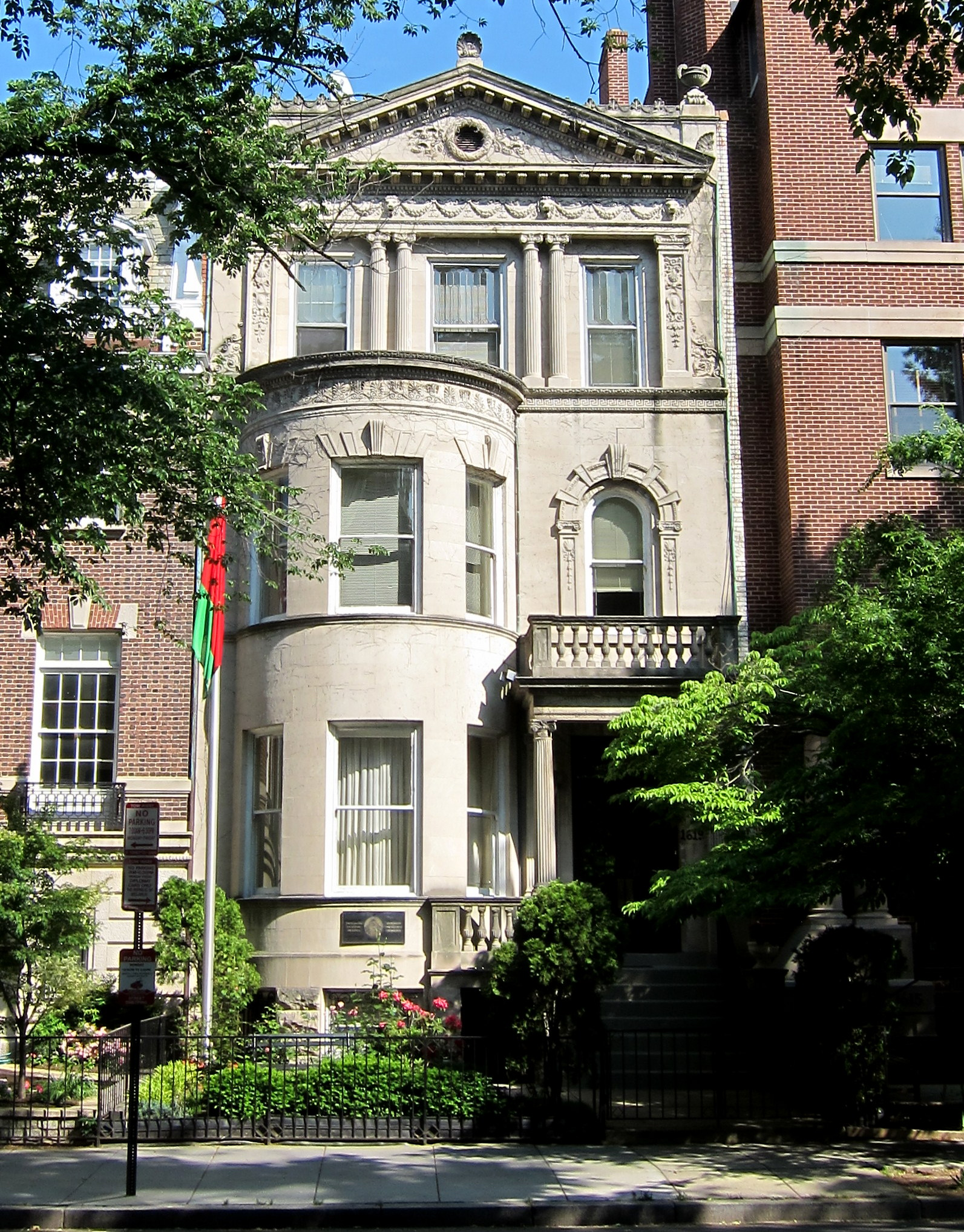
Ambasada Białorusi w Waszyngtonie

- Kanada
  - Ottawa (ambasada)
- Kuba
  - Hawana (ambasada)
- Stany Zjednoczone
  - Waszyngton (ambasada)
  - Nowy Jork (konsulat generalny)

## Ameryka Południowa
- Argentyna
  - Buenos Aires (ambasada)
- Brazylia
  - Brasília (ambasada)
- Ekwador
  - Quito (ambasada)
- Wenezuela
  - Caracas (ambasada)

## Afryka

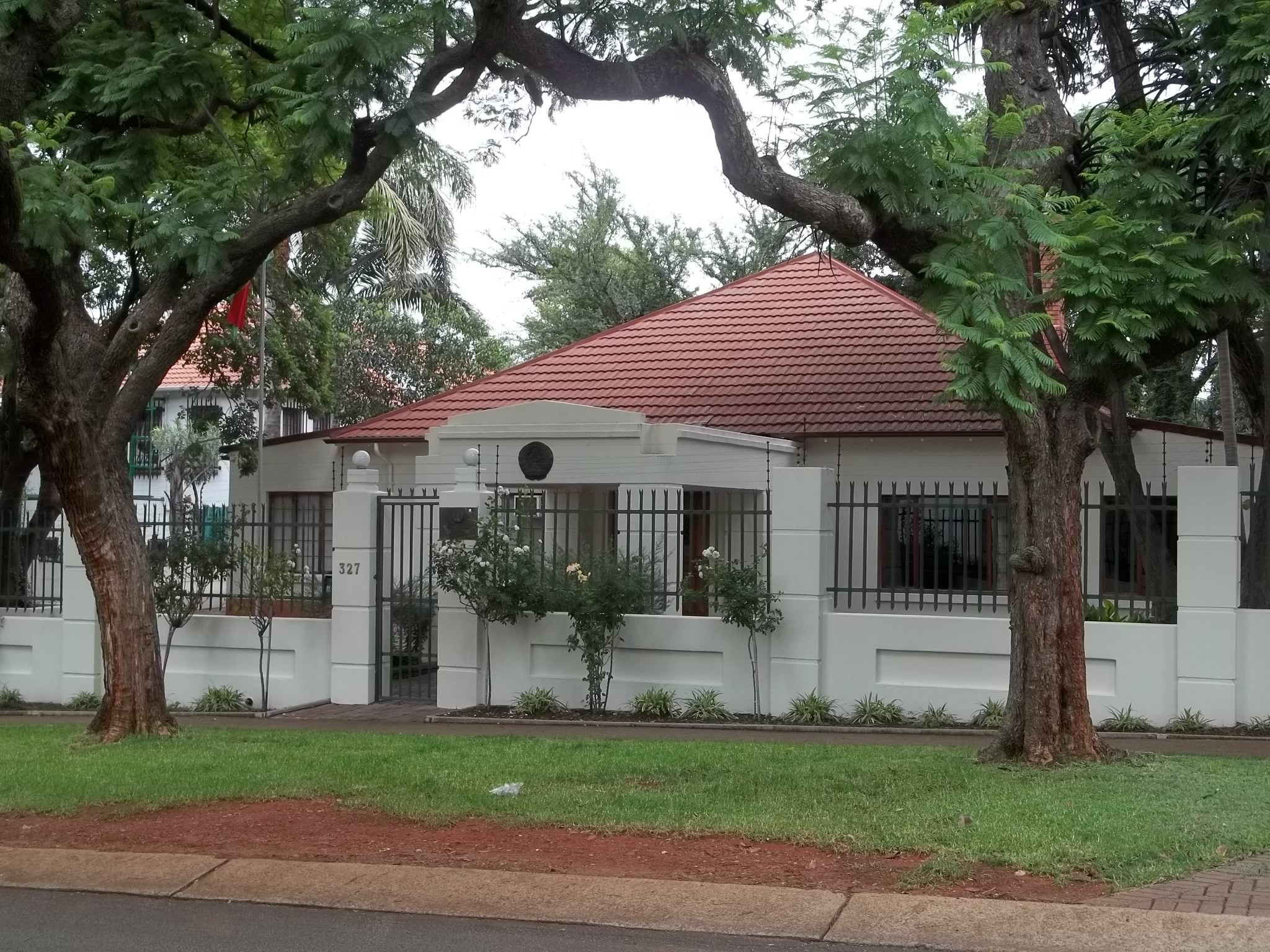
Ambasada Białorusi w Pretorii

- Egipt
  - Kair (ambasada)
- Kenia
  - Nairobi (ambasada)
- Nigeria
  - Abudża (ambasada)
- Południowa Afryka
  - Pretoria (ambasada)

## Azja

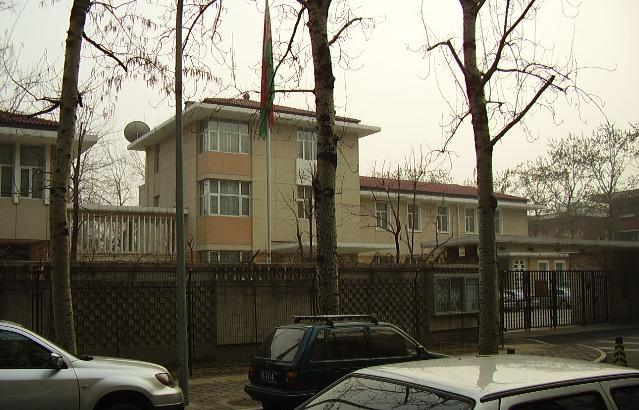
Ambasada Białorusi w Pekinie

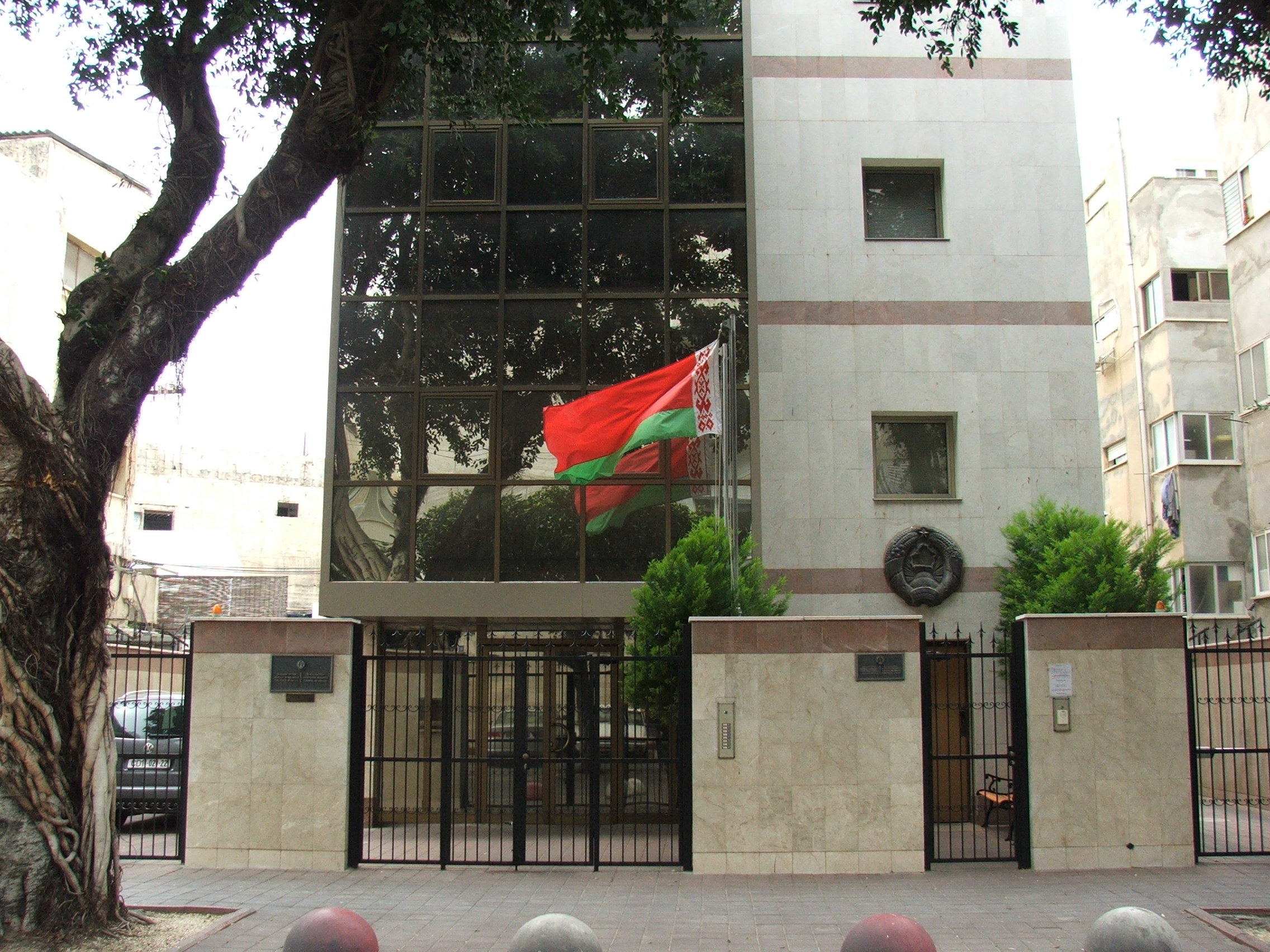
Ambasada Białorusi w Tel Awiwie

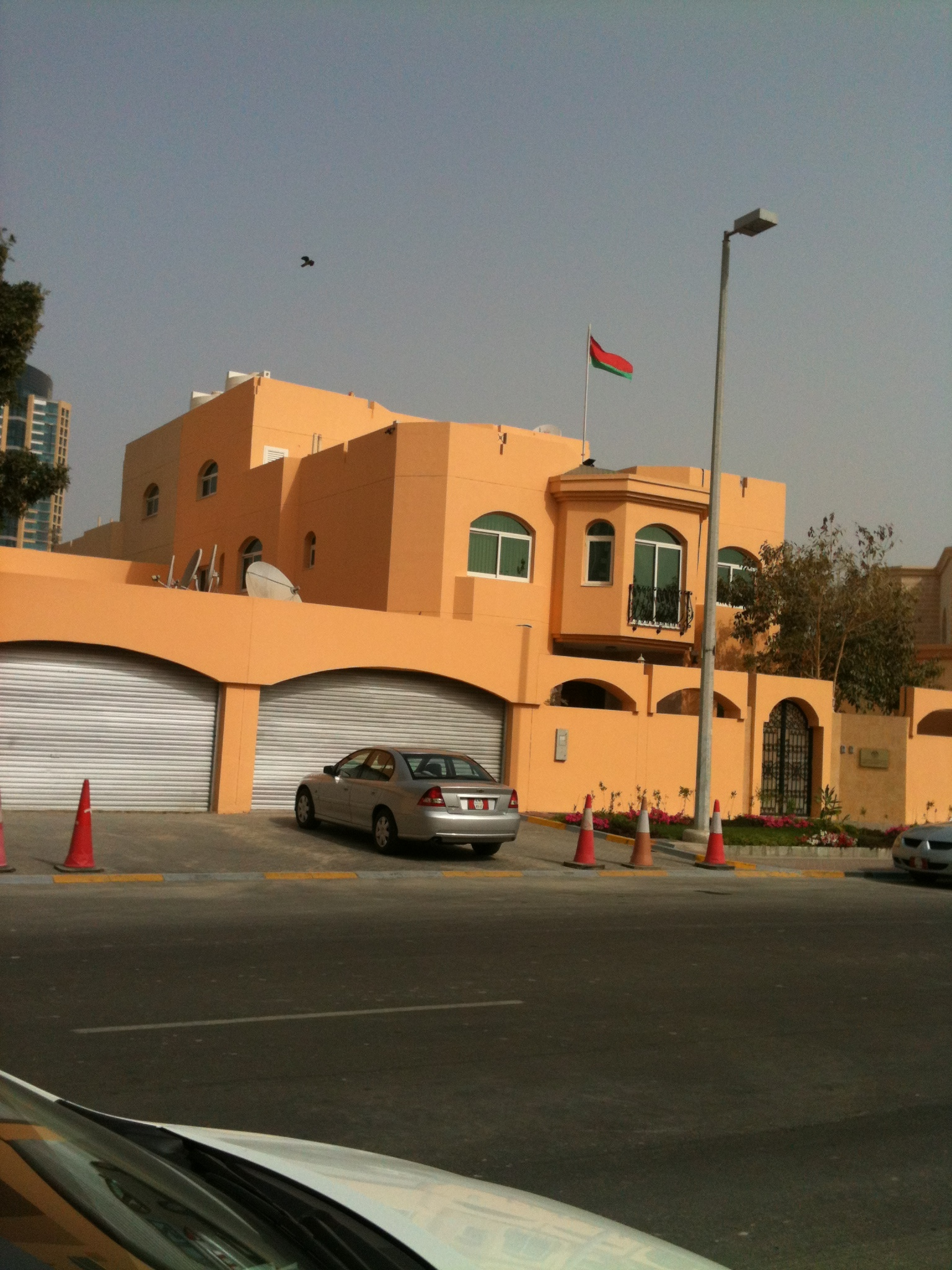
Ambasada Białorusi w Abu Zabi

- Armenia
  - Erywań (ambasada)
- Azerbejdżan
  - Baku (ambasada)
- Chiny
  - Pekin (ambasada)
  - Szanghaj (konsulat generalny)
- Gruzja
  - Tbilisi (ambasada)
- Indie
  - Nowe Delhi (ambasada)
- Indonezja
  - Dżakarta (ambasada)
- Iran
  - Teheran (ambasada)
- Izrael
  - Tel Awiw-Jafa (ambasada)
- Japonia
  - Tokio (ambasada)
- Katar
  - Doha (ambasada)
- Kazachstan
  - Astana (ambasada)
  - Ałmaty (oddział)
- Kirgistan
  - Biszkek (ambasada)
- Korea Południowa
  - Seul (ambasada)
- Mongolia
  - Ułan Bator (ambasada)
- Pakistan
  - Islamabad (ambasada)
- Syria
  - Damaszek (ambasada)
- Tadżykistan
  - Duszanbe (ambasada)
- Turkmenistan
  - Aszchabad (ambasada)
- Uzbekistan
  - Taszkent (ambasada)
- Wietnam
  - Hanoi (ambasada)
- Zjednoczone Emiraty Arabskie
  - Abu Zabi (ambasada)

## Organizacje międzynarodowe

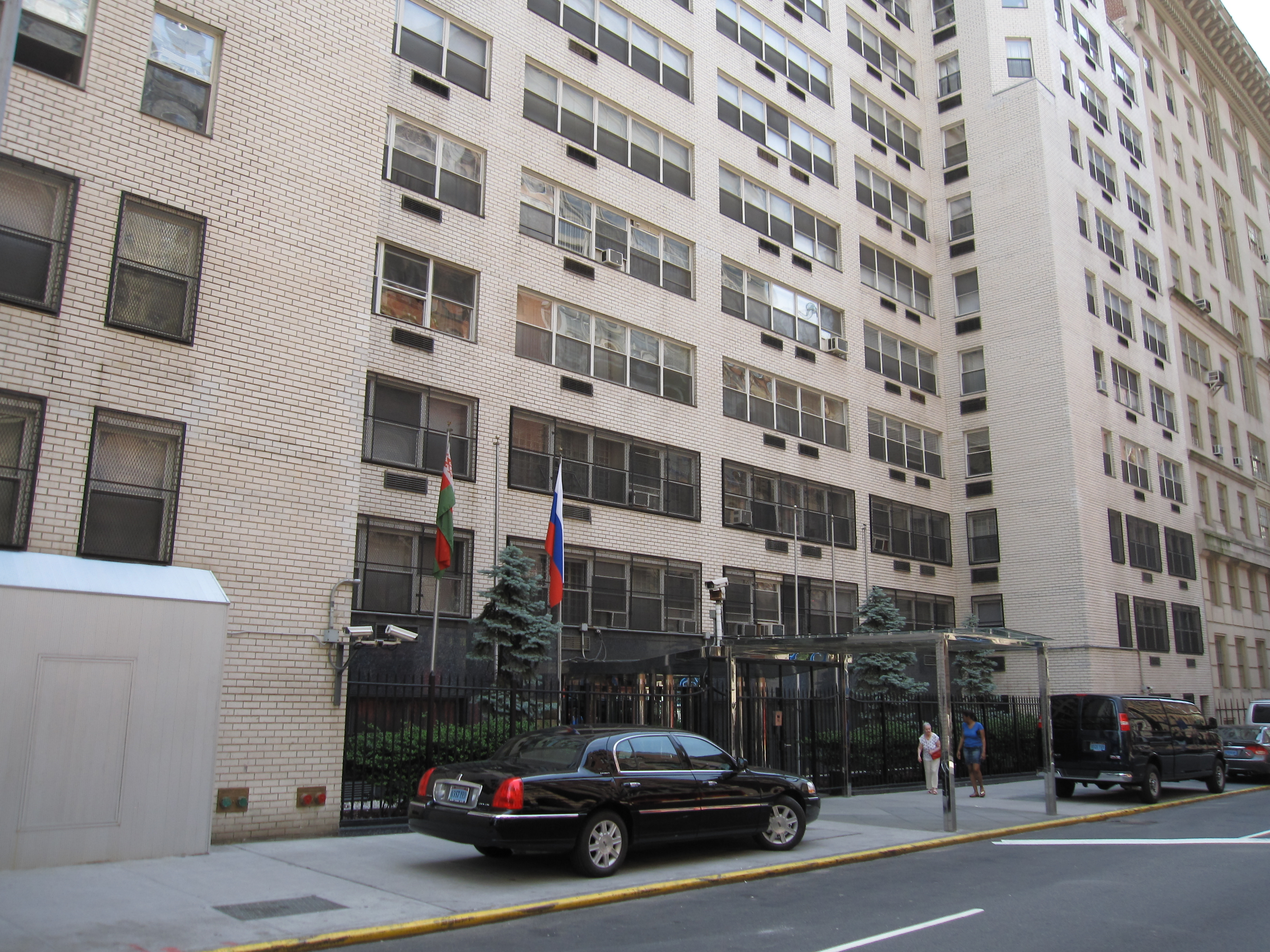
Stałe Przedstawicielstwa Białorusi i Rosji przy ONZ w Nowym Jorku

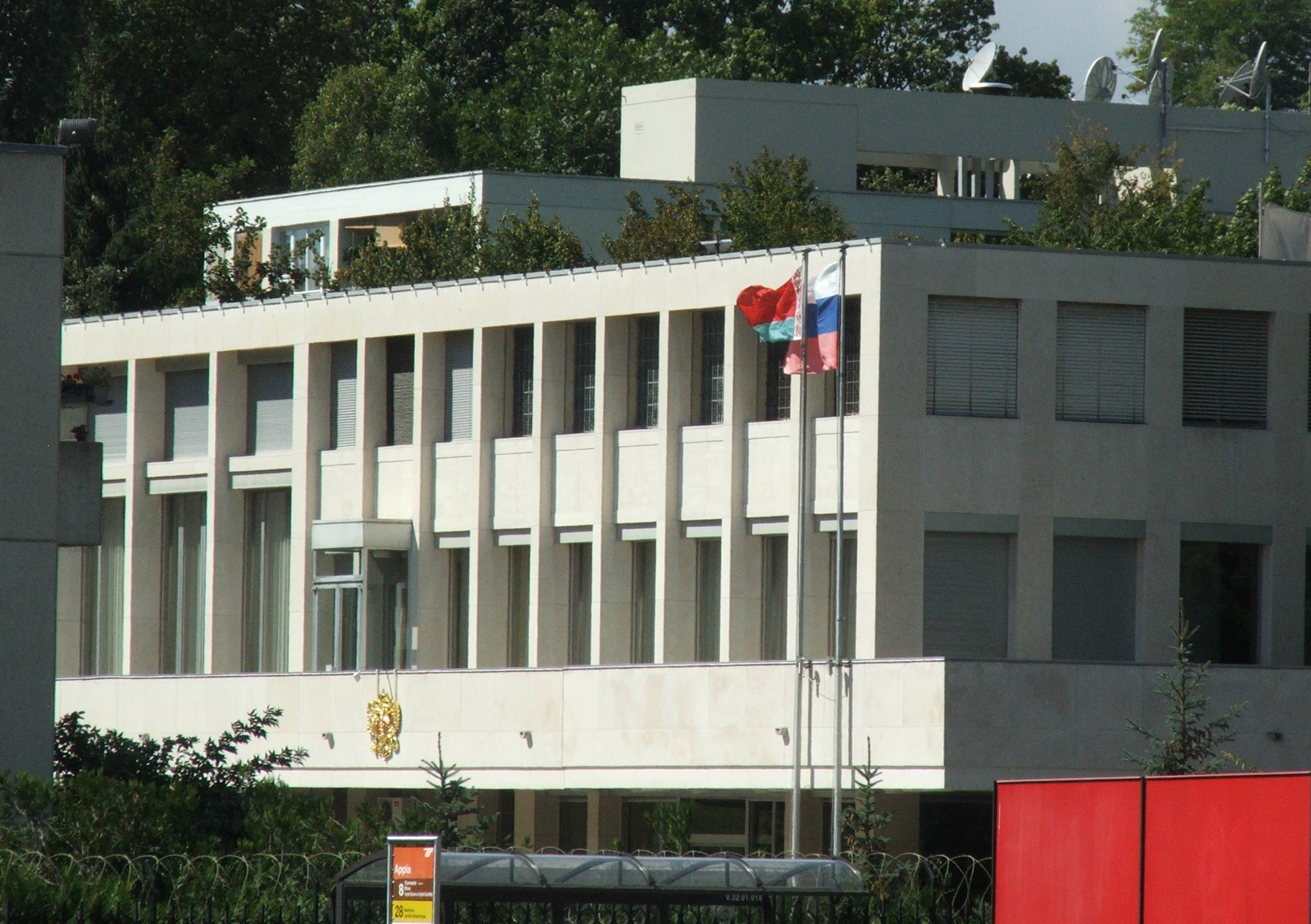
Stałe Przedstawicielstwa Białorusi i Rosji przy Biurze Narodów Zjednoczonych w Genewie

- Nowy Jork – Stałe Przedstawicielstwo przy Organizacji Narodów Zjednoczonych
- Genewa – Stałe Przedstawicielstwo przy Biurze Narodów Zjednoczonych i innych organizacjach
- Wiedeń – Stałe Przedstawicielstwo przy Biurze Narodów Zjednoczonych i Organizacji Bezpieczeństwa i Współpracy w Europie
- Paryż – Stałe Przedstawicielstwo przy UNESCO
- Bruksela – Stałe Przedstawicielstwo przy Unii Europejskiej i Organizacji Traktatu Północnoatlantyckiego
- Strasburg – Stałe Przedstawicielstwo przy Radzie Europy